# Roodkapstruikgors
De roodkapstruikgors (Atlapetes pileatus) is een zangvogel uit de familie Passerellidae (Amerikaanse gorzen).

## Verspreiding en leefgebied
Deze soort is endemisch in Mexico en telt 2 ondersoorten:
- A. p. dilutus: noordelijk en centraal Mexico.
- A. p. pileatus: het zuidelijke deel van Centraal-Mexico.